# Marolles-sous-Lignières
Marolles-sous-Lignières – miejscowość i gmina we Francji, w regionie Grand Est, w departamencie Aube.
Według danych na rok 1990 gminę zamieszkiwało 299 osób, a gęstość zaludnienia wynosiła 20 osób/km².